# アメルスフォールト
アメルスフォールト （アーメルスフォールト、オランダ語: Amersfoort [ˈaːmərsfoːrt] ( 音声ファイル)）は、オランダ、ユトレヒト州の基礎自治体（ヘメーンテ）及び市。ユトレヒト州第2の都市。

## 構成
基礎自治体アメルスフォールトは、アメルスフォールト市、ホーフラント、ホーフランデルフェーン、スタウテンブルフ・ノールトの各市町村で構成されている。

## 歴史
狩猟採集社会の猟師たちが、中石器時代にアメルスフォールト地域で野営していた。考古学者たちがアメルスフォールト北部でこれらの野営地跡を発見している。野営地跡には、炉床の跡、時には小さな石でできた火打ち石のかたちがあった。
紀元前1000年頃、アメルスフォールト地域の定住地がつくられたが、名前はアメルスフォールトでなかった。アメル川の中にある浅瀬にちなんで名付けられたのである。現在川はエーム川と呼ばれている。11世紀になってアメルスフォールトの名が登場した。現在のホーフ広場として知られる場所周辺から市は成長した。ユトレヒト司教がGelderse valleiを監督するための宮廷を広場に設置していたためである。ユトレヒト司教ヘンドリック・ファン・フィアンデンから、1259年にアメルスフォールトは都市権を授けられた。最初の防御用城壁はレンガでつくられ、1300年頃完成した。すぐに、市の拡張の必要が明白となっていき、1380年頃に新たな城壁の建設が始まり、1450年頃に完成した。有名なコッペルプールト（en）、水陸両方の城門はこの第二次建設の城壁の一部である。初期の城壁は打ち捨てられ、その場所に住宅が建てられた。現在のムールハイゼン（Muurhuizen、壁の家）通りは初期の城壁のあったまさにその場所である。初期の城壁の基礎部分のてっぺんに、住宅の正面が建てられた。

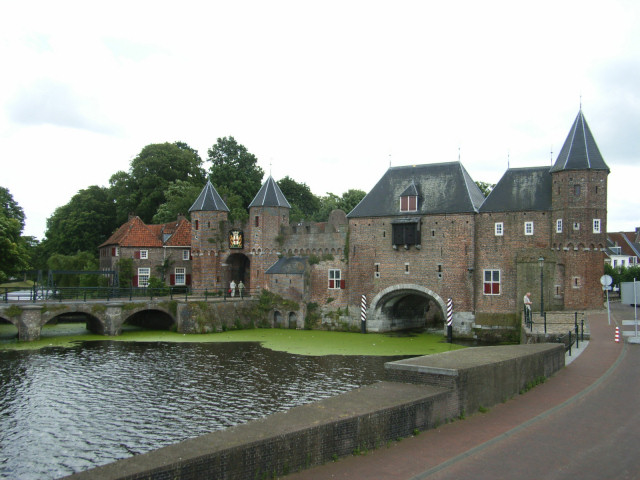
コッペルプールト

聖母の塔（Onze-Lieve-Vrouwentoren）は、高さ98mあり、オランダで最も高い中世の教会塔の一つとして知られる。塔と教会の建設は1444年に始まった。教会は1787年の爆発で打ち捨てられたが、塔は無事で、教会のレイアウトはいまも、違った種類の石を使用した歩道が識別できる。現在、RD座標システムの参照地点となっており、オランダ地形学サービスによって座標網目が用いられている。
アメルスフォールトの市中は中世以来よく保存されている。聖母の塔、コッペルプールト、ムールハイゼンから離れて、シント＝ヨリス教会がある。
中世、アメルスフォールトは織物産業の重要な地であった。そして数多くのビール醸造所があった。18世紀にはタバコ栽培から市は繁栄を極めた。

### 第二次世界大戦
第二次世界大戦中、アメルスフォールト市近郊には強制収容所があった。公式にアメルスフォールト警察通過収容所（Polizeiliches Durchgangslager Amersfoort）と呼ばれた収容所は、カンプ・アメルスフォールトとしてよく知られていた。これは実際には近郊の基礎自治体レウスデンにあった。戦後、収容所所長のヨゼフ・コテラは、死刑を宣告されたが終身刑に減刑され、出所することなく1979年に獄死した。

### ケイスタードの発祥

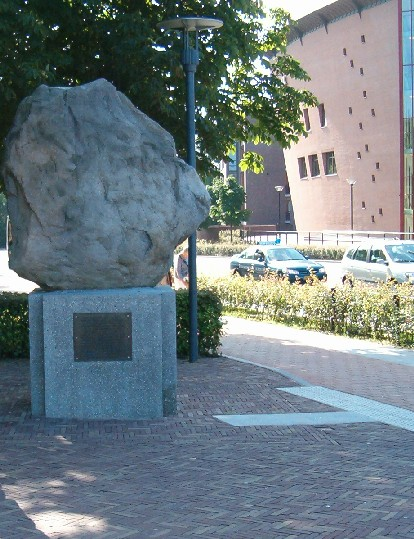
Amersfoortse Kei

アメルスフォールトのあだ名、ケイスタード（丸石の市）は、9トンある丸石アメルスフォールトセ・ケイ（Amersfoortse Kei）に由来する。この石は、1661年にソーストの荒れ野から、2人の土地所有者の間の賭のために400人の人々が引きずって市へ持ち込んだという。勝者には誰でもビールとプレッツェルがもらえるというので、人々は褒美をもらった。他の近郊の町は、アメルスフォールトの人々をあだ名でケイフーフト（Keihoofd、石頭）と呼んだ。この話が住民を当惑させ、彼らは丸石を市内に埋めた。しかし、1903年になって埋めた丸石が再発見され、記念物として据えられた。

## 文化
- モンドリアン美術館　-　ピエト・モンドリアンの作品を展示。パリにあった彼の工房をそのまま展示している
- Flehite　-　歴史、教育、現代美術の展示を行う。アスベスト除去工事のため2008年いっぱい閉鎖している

- ゾンネホーフ（Zonnehof）　-　小さいが優雅な現代的建築
- アルマンド美術館　-　教会を修繕してつくられた、画家アルマンドの美術館。多くが現代美術の展示（教会の大半と、展示していた美術品は2007年10月22日に起きた火事で破壊された[2]

## スポーツ
- クイック・アメルスフォールト　-　アメルスフォールトを本拠地とする野球・ソフトボールチーム

## 交通

### バス
バスのサービスは三社が行っている。

### 鉄道
アメルスフォールトには3つの駅がある:
- アメルスフォールト駅　-　市中心部にある。エンスヘデ、ロッテルダム、デン・ハーグ、アムステルダム、レーワルデン/フローニンゲンへの路線がある。
- アメルスフォールト・スホトホルスト駅　-　アメルスフォールト駅の北。平日、1時間に6本の電車がアメルスフォールト駅へ直行し、1時間に2本の電車がズヴォレへ向かう。
- アメルスフォールト・ファトホルスト駅　-　アメルスフォールト・スホトホルスト駅の北。平日、1時間に4本の電車がアメルスフォールト駅へ直行し、1時間に2本の電車がズヴォレへ向かう。

### 道路
- 北にあるA1自動車道 (アムステルダム - アルンヘム - ドイツ)
- 東にあるA28自動車道 (ユトレヒト - フローニンゲン)

## 市議会

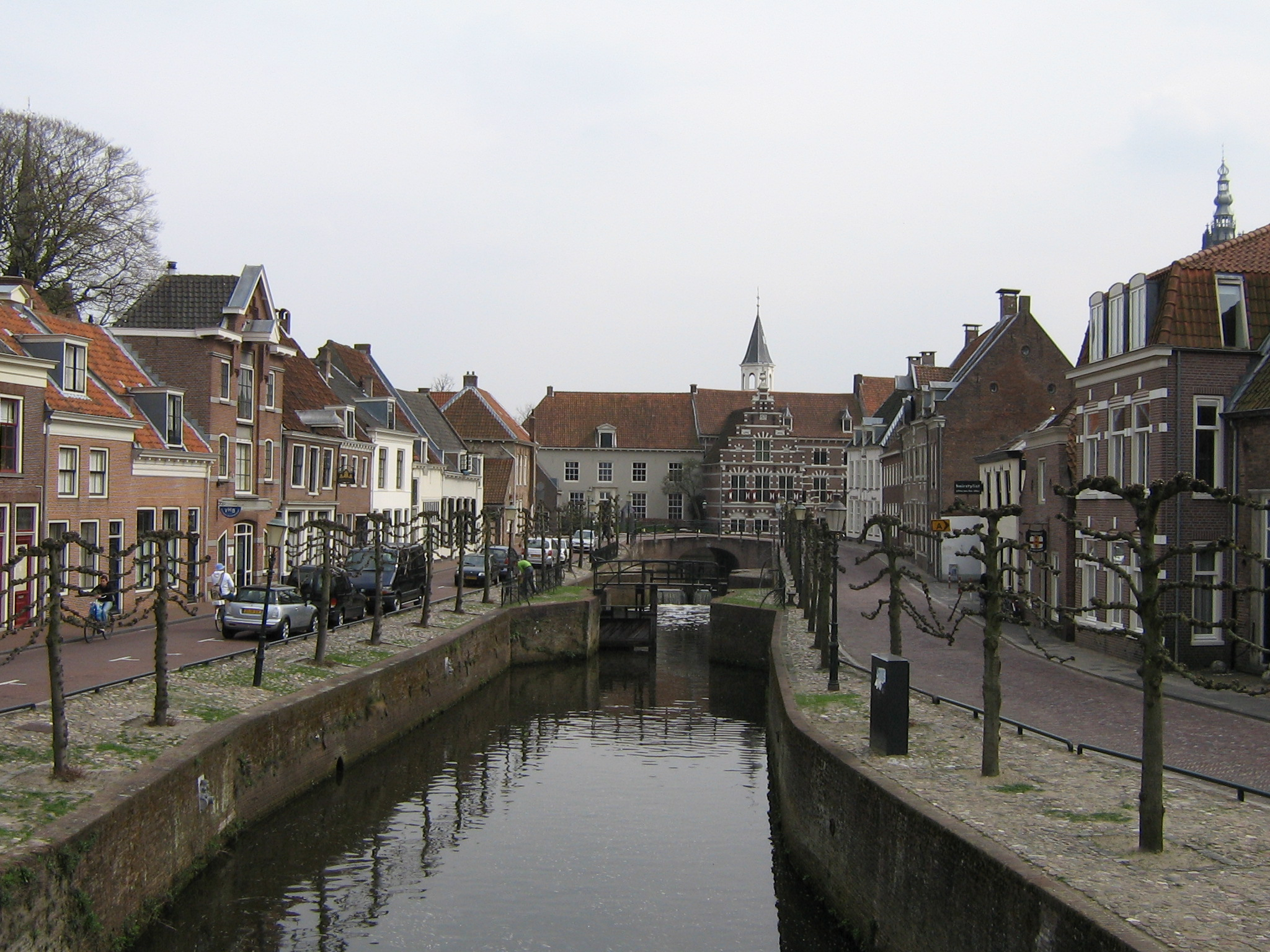
市内を流れるエーム川

アメルスフォールト議会は39議席からなり、以下のように分けられている:
- 自由民主国民党 - 6
- 労働党 - 10
- キリスト教民主アピール - 5
- フルンリンクス - 4
- あなたのアーメルスフォールト (Jouw Amersfoort) - 3
- キリスト教連合 - 3
- 社会党 -
- アーメルスフォールト市民党 (Burger Partij Amersfoort) - 5
- PAPA (Politieke Actiepartij Amersfoort - 議席なし)
- オランダ新共産党 (Nieuwe Communistische Partij Nederland - 議席なし)

## ゆかりの著名人
- ヨーハン・ファン・オルデンバルネフェルト　-　政治家
- ピエト・モンドリアン　-　画家
- フェムケ・ボル   -    陸上選手

## 姉妹都市
- リベレツ, チェコ